# Nemes Ödön
Ribicei Nemes Ödön (Ribice, 1847. június 30. – Marosvásárhely, 1902. február 23.) nemesi származású polgáriskolai tanár, író, újságíró, illusztrátor.

## Élete

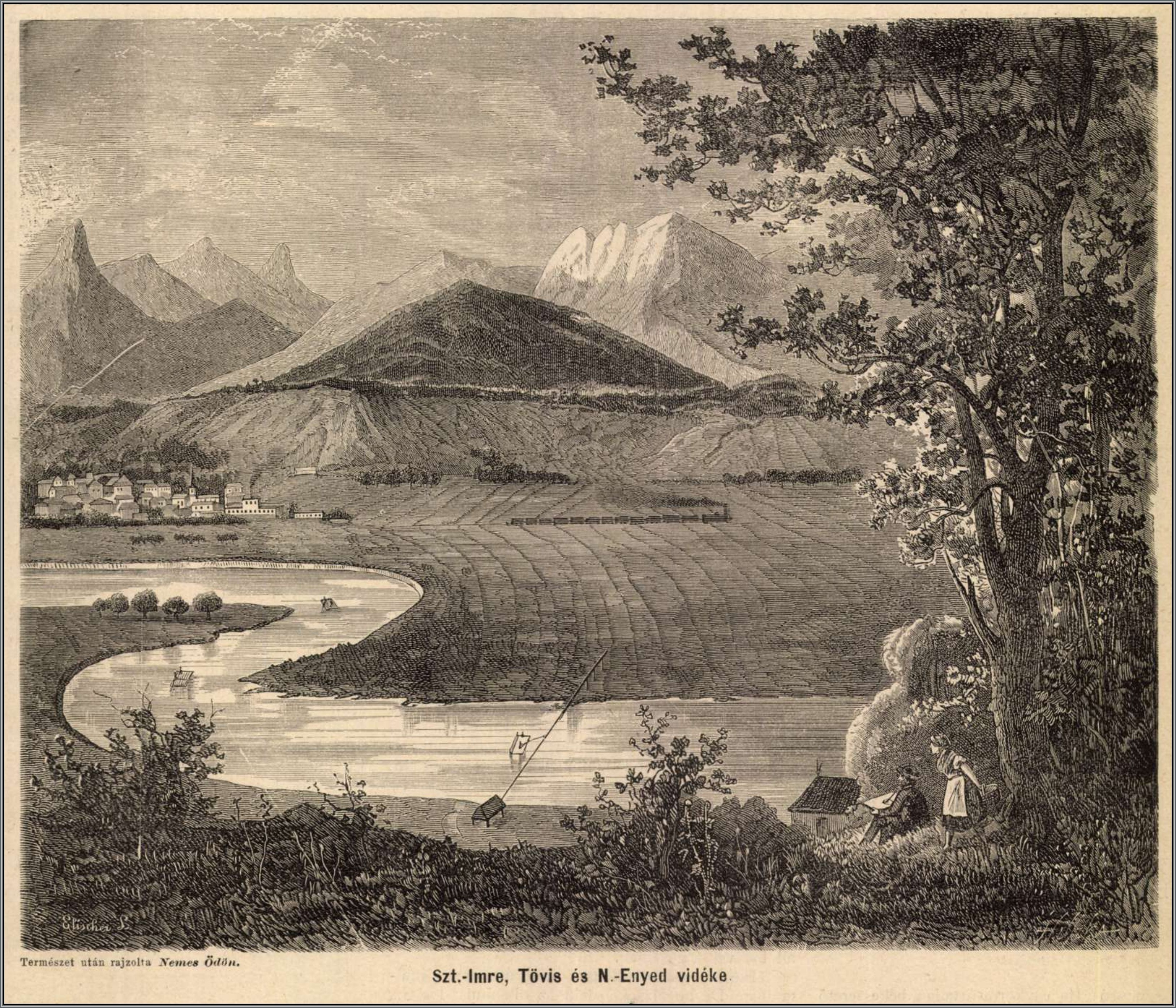
Marosszentimre, Tövis és Nagyenyed vidéke, 1874

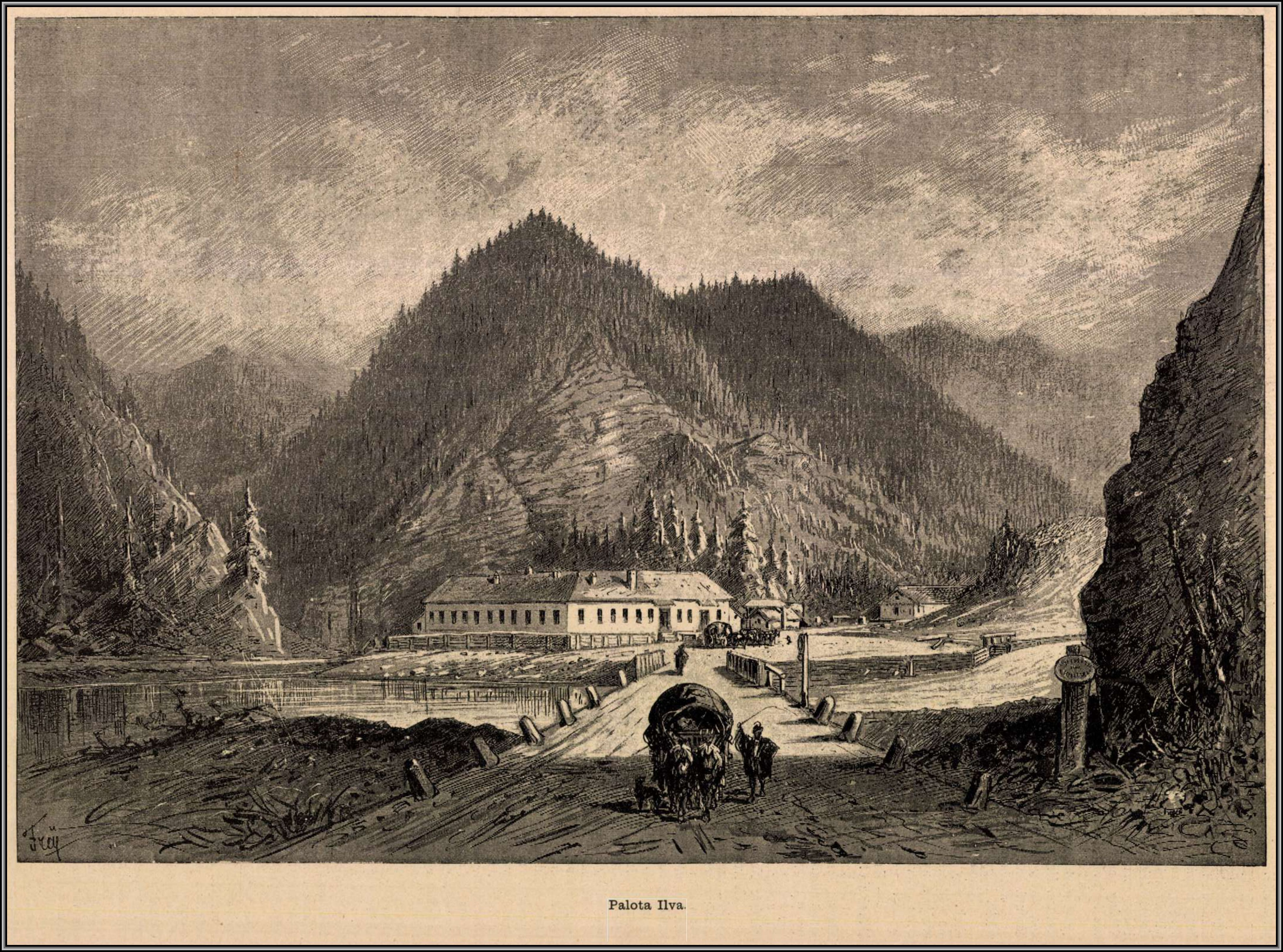
Palotailva, 1882

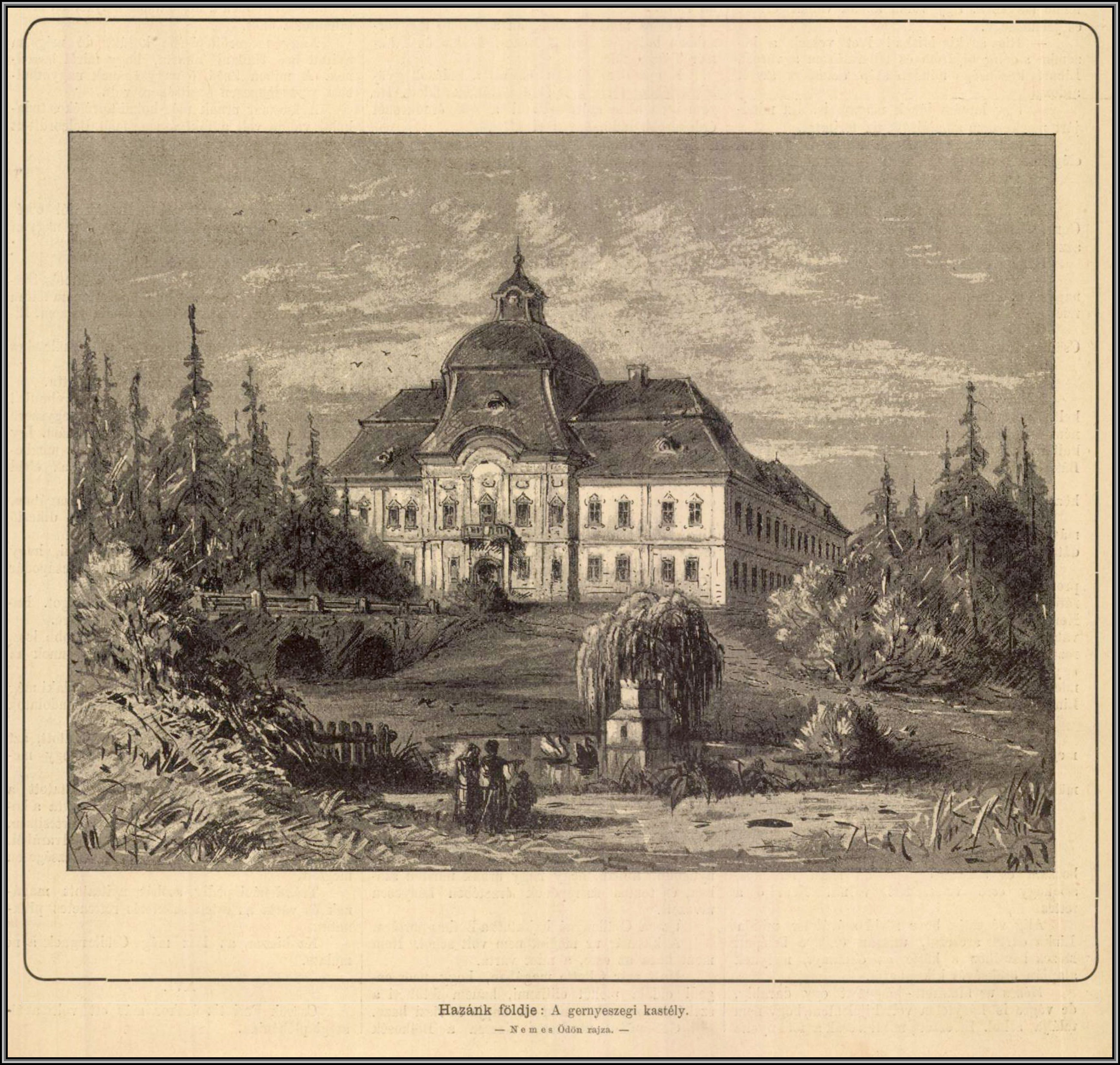
A gernyeszegi Teleki-kastély, 1881

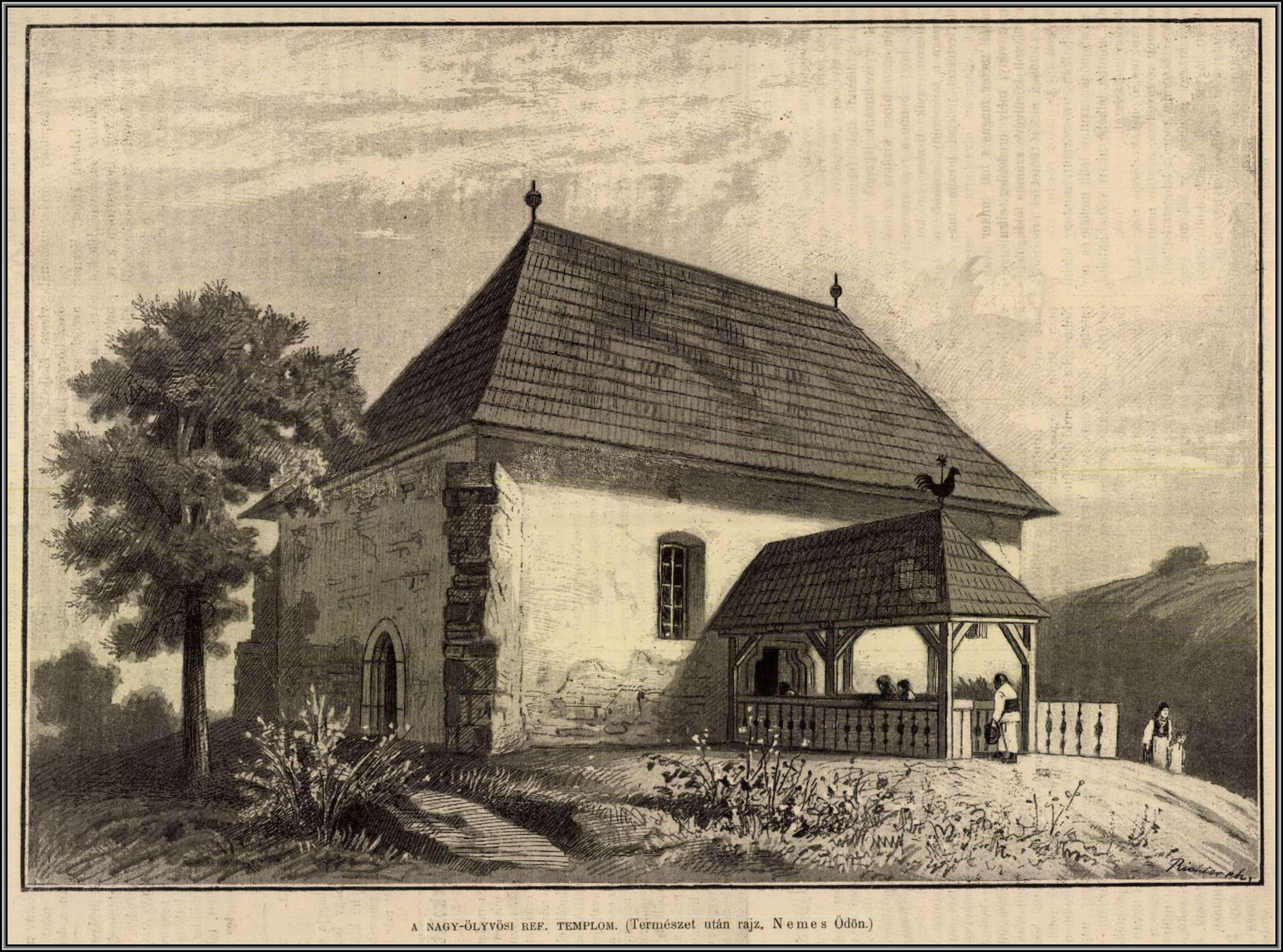
A nagyölyvesi református templom, 1884

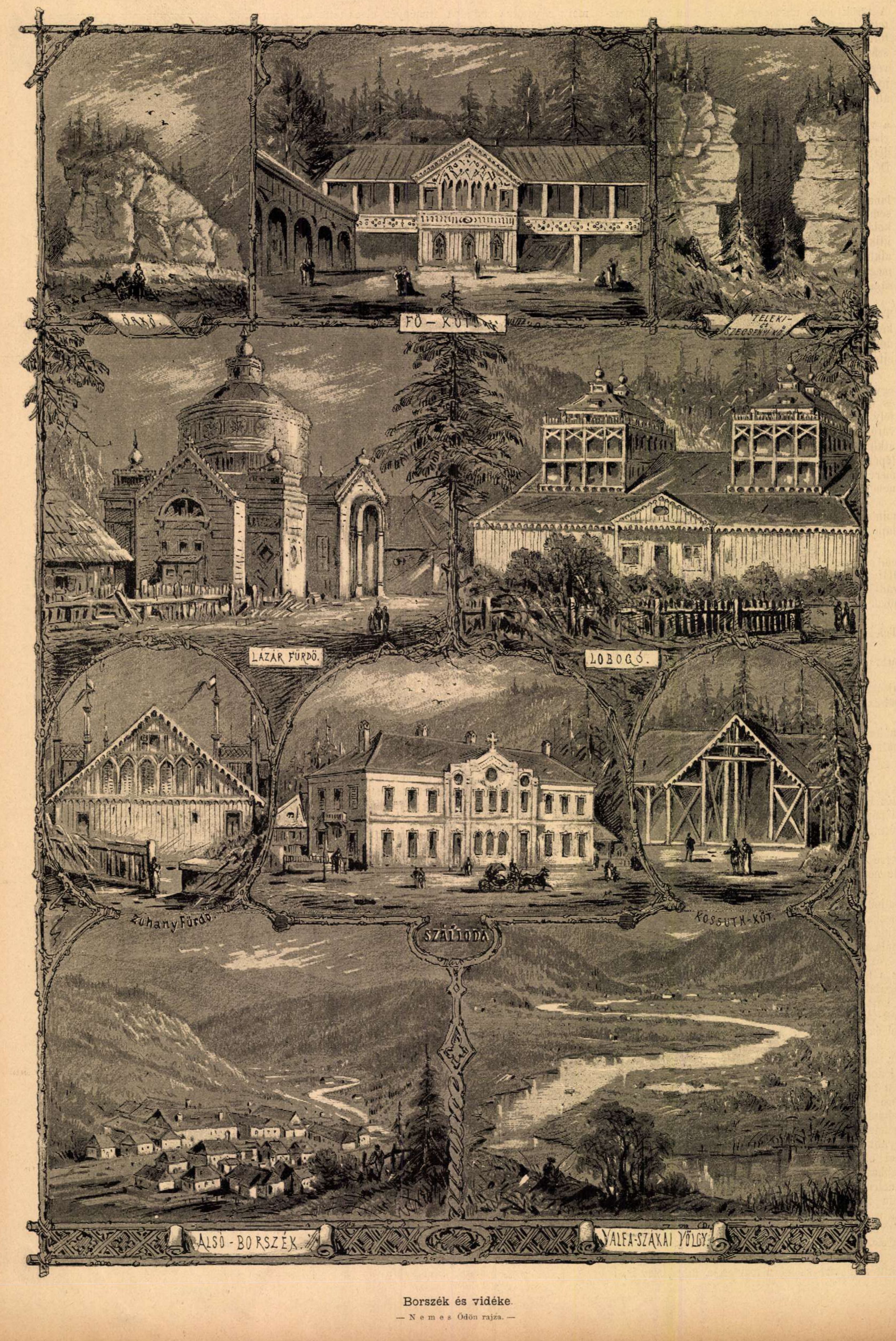
Borszék és vidéke, 1881

A Hunyad megyei Ribicén született, Nemes Lajos és Koszta Veronika birtokos szülők fiaként. Tanulmányait Nagyenyeden kezdte, majd Budapesten fejezte be. 1874-ben polgáriskolai tanár lett Marosvásárhelyt. 

## Munkássága
Marosvásárhelyt szerkesztette az Erdélyi Híradó című hetenként háromszor megjelenő politikai szabadelvű lapot 1877 és 1879 között. Írt elbeszéléseket és néprajzi cikkeket.   Álnevei: Justus, Fehér Holló és Homo. 
Írásait sokszor saját rajzaival kísérte, némely lapnak pedig állandó illusztrátora is volt, főként tájképeket rajzolt, festett. Az 1935-ben megjelent Művészeti lexikon egyenesen festő és illusztrátor, illetve rajztanárként ír róla. Fia, ifjabb Nemes Ödön is örökölte utazási és rajzolási kedvét, ő gimnazista korában Kelemen Lajos évfolyamtársa, barátja és állandó úti- és írótársa volt.

### Cikkei
Cikkei a következő lapokban jelentek meg: 
- Ország Tükre (1862)
- Nővilág
- Hazánk és a Külföld
  - 1865: Felvinctől Tordahasadékig
  - 1866: Déva és vidéke
  - 1867: Czebe, A zarándi havasok és lakói, A Fehér-Körös vidéke, A brádi népiskola
  - 1868: Az 1442. török betörés és Kemény Simon, Az alvácai fürdő, A ribicei templom 1404-ből
  - 1869: Solymos, Szászsebes, Szászváros, Torda
  - 1871: A marosújvári sóbánya, A szászsebesi lutheránus templom, A szászvárosi református templom
  - 1871: A marosújvári sóbánya
  - 1872: Janku Avram
- Családi Kör
  - 1866: A koronákról
  - 1869: Nagyenyedtől Nagyváradig
  - 1872: Leonardo da Vinci
- Vasárnapi Ujság
- Székely Néplap
- Székelyföld
- Heti Posta
- Székely Hírlap
- Magyarország és a Nagyvilág (Sok tájképe, illetve azokról készült metszet, litográfia jelent meg e lapban.)
  - 1882: A székelyírás
- Erdélyi Hiradó
- Erdélyi Értesítő
  - 1884: Bolyai Farkas
- Szolnok-Doboka
- Hölgyek Lapja
- Üstökös
- Ország-Világ
  - 1884: Bolyai Farkas emlékkövének leleplezése alkalmakor
- Magyar Polgár
- Magyar Szalon
- Über Land und Meer
- Emich Nagy Képes Naptára
  - 1869: Zarándi havasok és lakói

### Művei
- Görgény és vidéke. Marosvásárhely, 1881. (Díszalbum, Rudolf trónörökös részére nyomatott egy példányban és a szerző akvarellekkel díszítette).
- Kunyhótól palotáig. Elbeszélések. Marosvásárhely, 1886.
- Az írásfejtés, írásszakértők, bíróságok, közjegyzők, ügyvédek sat. számára. Marosvásárhely, 1895. Huszonöt füzet.
- A marosvásárhelyi községi fiúiskola története. Marosvásárhely, 1896.